# بقایای قلعه ۲
بقایای قلعه ۲ مربوط به دوران‌های تاریخی پس از اسلام است و در شهرستان بویین زهرا، بخش شال، روستای زین‌آباد واقع شده و این اثر در تاریخ ۲۲ مرداد ۱۳۸۴ با شمارهٔ ثبت ۱۳۲۹۱ به‌عنوان یکی از آثار ملی ایران به ثبت رسیده است.